# Filippinkortvinge
Filippinkortvinge (Brachypteryx poliogyna) är en fågelart i familjen flugsnappare inom ordningen tättingar. Den förekommer i Filippinerna. Fågeln ansågs tidigare utgöra en del av Brachypteryx montana, men urskiljs allt oftare som egen art. Arten minskar i antal, men beståndet anses vara livskraftigt.

## Utseende och läte
Filippinkortvingen är en liten, mörk och knubbig sångfågel. Hanen är genomgående mörkt blågrå med ett otydligt och ofta dolt vitt ögonbrynsstreck. Honan har mörkgrå kropp med ljusare buk och brunt på huvud och undergump. Sången består av en stigande och fallande serie med utdragna visslingar, uppbrutna i korta åtskilda toner. Lätet är ett mjukt tvåtonigt "biirrick!" som ofta upprepas.

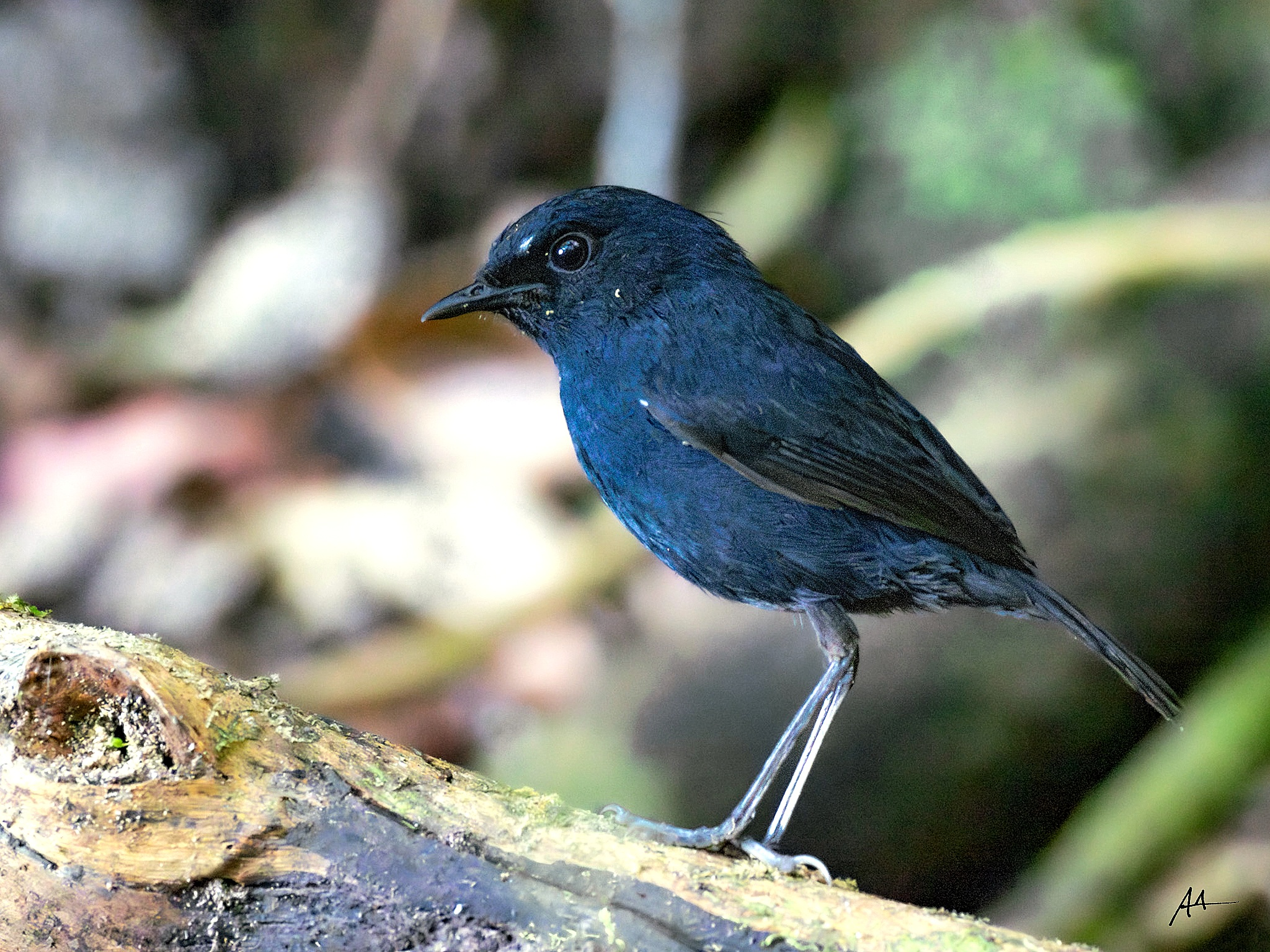

## Utbredning och systematik
Fågeln förekommer i Filippinerna och delas in i sju underarter med följande utbredning:
- Brachypteryx poliogyna poliogyna – norra Luzon
- Brachypteryx poliogyna andersoni – södra Luzon
- Brachypteryx poliogyna mindorensis – Mindoro
- Brachypteryx poliogyna sillimani – bergen Mantalingajan och Victoria på Palawan
- Brachypteryx poliogyna brunneiceps – Negros och Panay
- Brachypteryx poliogyna malindangensis – berget Malindang på Mindanao
- Brachypteryx poliogyna mindanensis – berget Apo på Mindanao

Underarten mindandensis har en mycket distinkt sång jämfört med övriga underarter, och inom denna population finns ytterligare ett avvikande bestånd i South Cotabato, Mindanao som sjunger mycket annorlunda och dessutom är åtskild höjdledes.

### Artstatus
Tidigare kategoriserades den som en del av blå kortvinge, nu javakortvinge (Brachypteryx montana). Denna delades upp i fem arter av tongivande Clements 2022 och International Ornithological Congress (IOC) 2023. Studier visar på stora genetiska skillnader populationerna emellan, liksom tydliga skillnader i utseende och läte.

## Levnadssätt
Filippinkortvingen hittas i bergsbelägen regnskog av olika typer, med inslag av bambu och bräktenväkter alternativt i mosskogar. Där håller den till på marken och i undervegetationen.

## Status och hot
Arten har ett stort utbredningsområde, men tros minska i antal, dock inte tillräckligt kraftigt för att den ska betraktas som hotad. Internationella naturvårdsunionen IUCN listar arten som livskraftig (LC).